# Đất Mũi
Đất Mũi is een xã in het district Ngọc Hiển, een van de districten in de Vietnamese provincie Cà Mau. De provincie Cà Mau ligt in het zuiden van Vietnam, dat ook wel Mekong-delta wordt genoemd.
Đất Mũi is het meest zuidelijke xã op het vasteland van Vietnam.